# Aranykor Kitüntető Cím
Az Aranykor Kitüntető Cím a honvédelmi miniszter, illetve a Honvéd Vezérkar Főnöke által adományozható kitüntetés, átadásának részleteit a 15/2013. (VIII. 22.) HM rendelet szabályozza.
Az Aranykor Kitüntető Cím arany, ezüst és bronz fokozatban adományozható a nyugállományú katonák érdekeit érintő kiemelkedően eredményes munka - különösen a honvédségi nyugdíjas szervezetek, kisközösségek fenntartásának, kulturális szabadidejük szervezésének, ügyeik intézésének, érdekeik önzetlen képviseletének felvállalásában nyújtott jelentős teljesítmény – elismerésére nyugállományúak részére.
Az Aranykor Kitüntető Cím évente összesen legfeljebb 100 fő részére adományozható.

## Aranykor Kitüntető Cím leírása
A kitüntetés előlapján szalaggal átfont, stilizált babérkoszorúval határolt ovális zománcozott mezőben a magyar Szent Korona ábrázolása, alatta babér- és cserlombbal díszített két keresztbe fektetett kard, alattuk magyar címerpajzs. Hátlapján szalaggal átfont, stilizált babérkoszorúval határolt ovális mezőben „MAGYAR HONVÉDSÉG” körirat olvasható. Az érem mérete 43×35 mm, anyaga tombak.
a) Arany fokozat: aranyszínű babérkoszorú és címer, bordó tűzzománc előlappal.
b) Ezüst fokozat: ezüstszínű babérkoszorú és címer, fehér tűzzománc előlappal.
c) Bronz fokozat: bronzszínű babérkoszorú és címer, sötétzöld tűzzománc előlappal.
A szalag háromszög alakúra hajtott, színe fokozatonként mustársárga, szürke, bordó, középen a nemzeti színeket tartalmazó sávval.